# Askersunds Weckoblad
Askersunds Weckoblad var en dagstidning i Askersund utgiven från den 4 januari 1879 till den 18 december 1917. Tidningen fortsattes av (Nya) Askersunds Tidning. Fullständiga titeln var inledningsvis Askersunds Weckoblad /Stadens och ortens allmänna nyhets- och annonsblad tillägget ändrades senare till Tidning för södra Närke

## Historik
Utgivningsbevisför tidningen utfärdades för änkefru Maria Elisabeth Andersson den 17 december 1898 samt den 12 december 1885 för typografen Anders Emil Andersson. Folkskolläraren Nils Gustaf Kjellander har 1890-1899 varit medarbetare i tidningen. Tidningens politiska tendens var moderat. 
Tidningen trycktes hos Maria E Andersson till 1885, sedan från 1886 av A E Andersson. Till 1882 trycktes tidningen med frakturstil och antikva därefter endast antikva. 1879 till 1903 kom tidningen ut på lördagar, utom 1881 då den kom 2 dagar i veckan onsdag och lördag. 1903 till 1906 på fredagar, och 1907 till 1917 kom den två gånger i veckan tisdagar och fredagar. Tidningen gavs ut av A.E. Anderssons boktryckeri i Askersund till 1903. Sedan hette förlaget Askersunds boktryckeri-aktiebolags tryckeri till 1917.
Priset för tidningen var 4,50 kr 1879 men sjönk till 2 kr på 1890-talets slut. Priset för tidningen ökade sedan från 2,20 kr till 3,65 kr 1900 till 1917. Sidantalet var 4-6 sidor. Tidningen trycktes i svart med antikva som typsnitt från 1882. Tidningen upplaga ökade från 2000 till 4000 ex 1900 till 1917. Redaktionen satt hela tiden i Askersund.
| Period                 | Ansvarig utgivare          | Titel      | Period                 | Redaktör           |
| 1885-12-11--1898-12-16 | Andersson, Anders Emil     | typografen | 1900-01-05--1900-02-10 | Andersson, A.E.    |
| 1898-12-17--1917-12-18 | Andersson, Maria Elisabeth | enkefru    | 1900-01-05--1900-02-10 | Kjellander, N.G    |
|                        |                            |            | 1900-02-17--1903-08-29 | Ingen uppgift      |
|                        |                            |            | 1903-09-05--1904-04-22 | Samzelius, J.      |
|                        |                            |            | 1904-04-29--1910-04-01 | Zetterstedt, Wilh. |
|                        |                            |            | 1910-04-05--1910-08-23 | Vall, Verner       |
|                        |                            |            | 1910-08-26--1917-12-18 | Ingen uppgift      |